# گواردا (سوئیس)
گواردا Guarda (به لاتین: Guarda) یک منطقهٔ مسکونی در سوئیس است که در کانتون گراوبوندن واقع شده‌است. گواردا Guarda ۱۵۵ نفر جمعیت دارد.